# Dolany (okres Olomouc)
Dolany (Duits: Dollein en Dolein en soms ter onderscheiding van andere plaatsen met dezelfde naam Dolany u Olomouce genoemd) is een Moravische gemeente in de Tsjechische regio Olomouc, en maakt deel uit van het district Olomouc. Dolany telt 2922 inwoners (2023). Naast Dolany zelf liggen ook de dorpen Pohořany en Véska binnen de gemeentegrenzen. De gemeente neemt deel aan het samenwerkingsverband Mikroregion Olomoucko.

## Aanliggende gemeenten
| Aangrenzende gemeenten        | Aangrenzende gemeenten | Aangrenzende gemeenten | Aangrenzende gemeenten | Aangrenzende gemeenten |
| ----------------------------- | ---------------------- | ---------------------- | ---------------------- | ---------------------- |
| Domašov u Šternberka          |                        | Jívová                 |                        |                        |
|                               |                        |                        |                        |                        |
| Bělkovice-Lašťany, Bohuňovice | Hlubočky               |                        |                        |                        |
|                               |                        |                        |                        |                        |
| Hlušovice, Olomouc            |                        | Tovéř, Olomouc         |                        |                        |

Babice · Bělkovice-Lašťany · Bílá Lhota · Bílsko · Blatec · Bohuňovice · Bouzov · Bukovany · Bystročice · Bystrovany · Červenka · Charváty · Cholina · Daskabát · Dlouhá Loučka · Dolany · Doloplazy · Domašov nad Bystřicí · Domašov u Šternberka · Drahanovice · Dub nad Moravou · Dubčany · Grygov · Haňovice · Hlásnice · Hlubočky · Hlušovice · Hněvotín · Hnojice · Horka nad Moravou · Horní Loděnice · Hraničné Petrovice · Huzová · Jívová · Komárov · Kozlov · Kožušany-Tážaly · Krčmaň · Křelov-Břuchotín · Liboš · Lipina · Lipinka · Litovel · Loučany · Loučka · Luběnice · Luká · Lutín · Lužice · Majetín · Medlov ·
Měrotín · Město Libavá · Mladeč · Mladějovice · Moravský Beroun · Mrsklesy · Mutkov · Náklo · Náměšť na Hané · Norberčany · Nová Hradečná · Olbramice · Olomouc · Paseka · Pňovice · Přáslavice · Příkazy · Řídeč · Samotišky · Senice na Hané · Senička · Skrbeň · Slatinice · Slavětín · Štarnov · Štěpánov · Šternberk · Strukov · Střeň · Suchonice · Šumvald · Svésedlice · Těšetice · Tovéř · Troubelice · Tršice · Újezd · Uničov · Ústín · Velká Bystřice · Velký Týnec · Velký Újezd · Věrovany · Vilémov · Vojenský újezd Libavá · Želechovice · Žerotín